# Euphorbia orbiculata
Euphorbia orbiculata är en törelväxtart som beskrevs av Carl Sigismund Kunth. Euphorbia orbiculata ingår i släktet törlar, och familjen törelväxter. Inga underarter finns listade i Catalogue of Life.